# Hermann ze Solms-Hohensolms-Lich
Princ Hermann Adolf ze Solms-Lich-Hohensolms (15. dubna 1838, Brtnice – 16. září 1899, Lich, Hesensko) byl německý šlechtic z rodu Solms-Hohensolms-Lich a politik.

## Biografie
Hermann byl nejstarším synem prince Ferdinanda ze Solms-Lich-Hohensolms (1806–1876) a jeho manželky Caroline, hraběnky z Collalto a San Salvatore (1818–1855).
Jako hesenský šlechtic se Hermann ze Solms-Lich-Hohensolms stal členem první komory stavů hesenského velkovévodství, členem byl mezi lety 1872 a 1874 a posléze od roku 1880 až do smrti v roce 1899. Od roku 1881 do roku 1899 byl také členem pruského panského domu. Byl také členem parlamentu pruské rýnské provincie.

## Manželství a potomci
V roce 1865 se v Janowicích Wielkých oženil s hraběnkou Agnes Stolberg-Wernigerode (1842–1904). Měli spolu sedm dětí:
- Karel (27. 6. 1866, Lich, Hesensko – 26. 7. 1920, tamtéž), manž. 1894 Emma ze Stolberg-Wernigerode (20. 7. 1875, Wernigerode – 5. 4. 1956, Lich)
- Reinhard Louis (17. 9. 1867, Lich – 12. 4. 1951, tamtéž), 1898 hraběnka Marka Klára ze Solms-Sonnenwalde (20. 3. 1879, Postupim – 5. 12. 1965, Lich)
- Anna Alžběta (20. 9. 1868, Lich – 6. 12. 1950, tamtéž), manž. 1889 hrabě Johannes Hermann Rochus z Lynaru (3. 12. 1859, Lübbenau – 30. 6. 1934, Drážďany)
- Eleonora (17. 9. 1871, Lich – 16. 11. 1937), manž. 1905 velkovévoda Arnošt Ludvík Hesenský (25. 11. 1868, Darmstadt – 9. 10. 1937, Langen)
- Marie Matylda (24. 8. 1873, Lich – 7. 8. 1953, tamtéž), manž. 1898 Richard Emil ze Dohna-Schlobittenu (8. 10. 1872, Kielmy, Pomoří – 18. 11. 1918, Słobity)
- Karolína (27. 5. 1877, Lich – 28. 11. 1958, Berlín), manž. 1904 lankrabě Chlodvík Hesensko-Philippsthalsko-Barchfeldský (30. 7. 1876, Steinfurt, Severní Porýní-Vestfálsko – 17. 11. 1954, Bad Hersfeld)
- Dorothea (20. 10. 1883, Lich – 23. 2. 1942, Bielefeld), manž. I. 1910 manž. Hermann ze Stolberg-Wernigerode (8. 7. 1867, Isenburg, Porýní-Falc – 1. 7. 1913), II. 1915 manž. Albrecht von Ledebur (17. 12. 1875 – 5. 5. 1945, Hallein)